# Институт польской пролетарской культуры
Институт польской пролетарской культуры (ИППК) Академии наук Белоруссии (бел. Інстытут польскай пралетарскай культуры (ІППК) Акадэміі навук Беларусі) — научно-исследовательское учреждение в 1923 — 1936 гг.

## История
Основан 30 марта 1925 года как польский отдел в составе Института белорусской культуры (Инбелкульт), председатель Стефан Гельтман. Разделялся на 3 комиссии: истории (в 1929 году вошла в состав Института истории АН БССР), этнографии, языка и литературы; 2 секции: московскую и корреспондентов. С 1926 года — польский сектор Инбелкульта, с 1929 года — Академии наук.
В 1931 году преобразован в ИППК, в составе которого действовала историческая комиссия. В 1931 — 1935 годах директор института — Иван Витковский, здесь работали Барбара Будкевич, Томаш Домбаль, В. Корниенко, Адам Славинский (Кочаровский), В. Фришман и прочие. Значительная часть сотрудников была деятелями польского и международного рабочего движений. Основными направлениями исследований были история национально-освободительного и демократического движений в Беларуси в XIX — XX вв. и участие в них поляков, история восстания 1863 — 1863 гг., история революционного движения Польши (1920-е — 1930-е гг.), польское национально-культурное строительство в Белорусской ССР. Сотрудники вместе с специалистами других учреждений работали над учебниками для школ, ВУЗов, составляли учебные программы. Работники института принимали участие в работе Всесоюзного съезда научных работников по линии польской работы, который состоялся 11 июля 1933 года в Минске.
Деятельности института мешали недостаток специально подготовленных кадров, научной литературы, иностранной прессы и финансов, сложности с налаживанием контактов с научными центрами в Польше. Позже были начаты политические репрессии и аресты сотрудников, которых обычно обвиняли в «шпионаже в пользу Польши».
В 1935 году институт был включен в состав Института пролетарской культуры национальных меньшинств (ИПКНМ) АН в качестве его польской секции. В 1936 году ИПКНМ остановил свою деятельность, польская секция была передана в состав секции Запада Института истории АН БССР. Секция практически не действовала и в конце 1930-х годов была ликвидирована.

## Деятельность
Были изданы работы «Польский рабочий в Октябрьской революции в Белоруссии» (бел. «Польскі рабочы ў Кастрычніцкай рэвалюцыі на Беларусі») Стефана Гельтмана (1927), «Восстание 1863 года и российское революционное движение начала 1860-х годов» (бел. «Паўстанне 1863 года і расійскі рэвалюцыйны рух пачатку 1860-х гадоў») Ивана Витковского (кн. 3, 1931), «1863 год на Минщине» (бел. «1863 год на Меншчыне») (1927), «Рабочее движение в царстве Польском» (бел. «Рабочы рух у царстве Польскім») Барбары Будкевич (1934) и пр.

## Литературы
- Астрога В. Інстытут польскай пралетарскай культуры // Энцыклапедыя гісторыі Беларусі. У 6 т. Т. 3: Гімназіі — Кадэнцыя / Рэдкал.: Г. П. Пашкоў (гал. рэд.) і інш.; Маст. Э. Э. Жакевіч. — Мн. : БелЭн, 1996. — С. 496. — 10 000 экз. — ISBN 985-11-0041-2.